# Прогнанство из раја
Прогнаство из раја је фреска која се налази у капели Бранкачи у цркви Санта Марија дел Кармине, у Фиренци. Насликао ју се познати уметник ране ренесансе, Мазачо.
Утицаји античке уметности су јасно видљиви на овој фресци. Без обзира на лица препуна очаја, тела Адама и Еве су приказана снажна и масивна и јасно видимо уметникову тежњу да прикаже лепоту нагог људског тела. У овом делу, Мазачо је такође доказао да може да прикаже људско тело у покрету. Атмосфера је фино моделована, простор у позадини је неограничен; са крајње леве стране видимо Врата раја. Анђео који лети изнад њих се приказан у скраћењу.
Овај рад је посебно утицао на Микеланђела.